# Austin Lawton
Austin Lawton (n. Eutawville, Carolina del Sur); 26 de julio de 1996) es un jugador de baloncesto con nacionalidad estadounidense. Con 2,03 metros de altura juega en la posición de alero. Actualmente forma parte de la plantilla del Ionikos Nikaias BC de la A1 Ethniki.

## Trayectoria
Es un jugador natural de Eutawville, Carolina del Sur, formado en la Lake Marion High School de Santee (Carolina del Sur), antes de ingresar en 2015 en la Universidad de Claflin, situada en Orangeburg (Carolina del Sur), donde jugaría durante cuatro temporadas con los Claflin Panthers desde 2015 a 2019. 
Tras no ser drafteado en 2019, el 31 de julio de 2019 firma por el Feyenoord Basketbal de la Dutch Basketball League.
En 2022, forma parte de la plantilla de los Carolina Thunder de la East Coast Basketball League.
En la temporada 2022-23, firma con Ionikos Nikaias BC de la A1 Ethniki.